# بلدة برلنغتون (مقاطعة كالهون)
برلنغتون، مقاطعة كالهون (بالإنجليزية: Burlington Township, Calhoun County, Michigan)‏ هي بلدة تقع بولاية ميشيغان في الولايات المتحدة. تبلغ مساحتها 93.6 (كم²)، وترتفع عن سطح البحر 280 م، بلغ عدد سكانها 1929 نسمة في عام تعداد الولايات المتحدة 2000 حسب إحصاء مكتب تعداد الولايات المتحدة وتصل الكثافة السكانية فيها 20.8 نسمة/كم2.

## وصلات خارجية
- The US50 - Cities and Towns in Michigan State
- Michigan Cities and Towns, Facts, Map, Flag, Colleges, Government, and More